# Ронда (приток Кожалы)
Ронда — река в России, протекает по территории Муезерского района Карелии.

## Общие сведения
Устье реки находится в 4 км по правому берегу реки Кожалы, к югу от посёлка Волома. Длина реки — 16 км.

## Данные водного реестра
По данным государственного водного реестра России относится к Баренцево-Беломорскому бассейновому округу, водохозяйственный участок реки — Кемь от Юшкозерского гидроузла до Кривопорожского гидроузла. Речной бассейн реки — бассейны рек Кольского полуострова и Карелии, впадает в Белое море.